# Basaburua Artea

Comarque de Malerreka

Basaburua Artea est le quatrième groupement municipal de la Zone nord-ouest dans la comarque de Malerreka en Navarre (Espagne). 
Elle comprend les municipalités de :
- Eratsun
- Ezkurra
- Beintza-Labaien
- Saldias
- Urrotz

Bertizarana-Malerreka est l'autre groupement municipal appartenant à la comarque de Malerreka.